# Джураев, Абдухамид Джураевич
Абдухамид Джураевич Джураев тадж. Абдуҳамид Ҷӯраев (10 октября 1932, Исфара, Исфаринский район, Таджикская ССР — 6 июня 2005, Исфара, Республика Таджикистан) — советский, таджикский и российский математик, доктор физико-математических наук (1967), профессор (1970), почётный доктор Кембриджского университета, академик Академии наук Таджикской ССР (1973), Заслуженный деятель науки Таджикистана (1997), лауреат Государственной премии имени Абуали ибн Сино (2001).

## Биография
Абдухамид Джураев родился 10 октября 1932 года в Исфаре (тадж. Исфара «место Благодати», перс. اسفره‎) Исфаринского района Таджикской ССР (ныне Республика Таджикистан), на земле известных в своём времени математиков (достойный потомок) Абу Исхака аль-Исфараини и его ученика Абу Мансур Абдул-Кахир ибн Тахир ибн Мухаммад аль-Багдади аль-Исфараини ат-Тамими в семье дехканина Норматова Джура тадж. Ҷӯра Норматов. Там же окончил среднюю 10 летнюю школу № 2 в 1951 году.
Выпускник физико-математического факультета Таджикского государственного университета им. Ленина в 1956 году, где остается работать преподавателем.
Аспирант Математического института им. В. А. Стеклова АН СССР (1958), затем переехав в Новосибирск, где продолжил работу в аспирантуре института Гидродинамики Новосибирского научного центра Сибирского отделения АН СССР — под научным руководством крупного ученого, действительного члена (академика) АН СССР И. Н. Векуа. Кандидат физико-математических наук (1962).
Заведующим Отделом физики и математики АН Таджикской ССР — в это время он наряду с научной, также занимался педагогической и научно-организационной деятельностью (1962—1964).
В 1964 году при его участии был организован научно-исследовательский институт — Физико-технический им. С. У. Умарова (академик Умаров С. У. президент АН ТаджССР (1957—1964)), где он становится зам. директора этого же института (1964—1970), а в 1970 году при его участии и поддержке академиков И. М. Виноградова, Н. Н. Боголюбова, И. Н. Векуа, А. Н. Тихонова был создан Отдел математики с Вычислительным центром АН Таджикской ССР — он становится зав. Отделом (1970—1973), а в 1973 году создаёт Математический институт с Вычислительным центром АН Таджикской ССР — он становится первым директором (1973—1987):

Основные направления исследований — теория дифференциальных уравнений с частными производными и интегральные уравнения. Разработал теорию краевых задач для систем уравнений с частными производными составного вида, аналитический метод исследования класса многомерных систем сингулярных интегральных уравнений по органической области.
Член Коммунистической партии Советского Союза (КПСС) с 1966 года.
С 1987 по 2005 годы работал зав. отделом уравнений с частными производными Института математики АН Республики Таджикистан.
А. Д. Джураев в 1967 году успешно защитил докторскую диссертацию на тему «Линейные краевые задачи для систем уравнений составного типа», получив ученую степень доктора физико-математических наук.

В 1969 году избран членом-корреспондентом АН Таджикской ССР, присвоено звание профессора за научно-педагогическую деятельность в 1970 году, а в 1973 г. был избран действительным членом (академиком) АН Таджикской ССР.

## Научные интересы и результаты
Джураев Абдухамид был первым таджиком, получившим ученую степень доктора наук в области математики, он был у истоков становления развития математической науки — организатором и первым руководителем Математического института с Вычислительным центром АН Таджикской ССР c 1973 по 1987 годы.

Научные исследования А. Д. Джураева посвящены, прежде всего, уравнениям с частными производными. Он впервые построил теорию краевых задач для систем дифференциальных уравнений с частными производными в ограниченных областях на плоскости, обладающих в каждой точке области как вещественными, так и мнимыми характеристиками. Для такого рода систем А. Д. Джураев впервые сформулировал естественные краевые задачи и разработал методы их исследования, основанные на использовании сингулярных интегральных уравнений по двумерным ограниченным многосвязным областям с краем, а затем применил их для исследования найденных им естественных постановок краевых задач для общих эллиптических систем на плоскости. Ему удалось доказать, что, в отличие от задачи Дирихле и Неймана, существует другая более естественная краевая задача (задача А), которая является фредгольмовой в произвольной ограниченной многосвязной области для эллиптической системы, не зависящей от того, является ли она сильно эллиптической или нет. На этой основе ему удалось построить теорию смешанных (начально-краевых) задач для нестационарных систем уравнений с частными производными, не принадлежащих к классическим типам
Абдухамид Джураевичу Джураеву принадлежат построение и развитие:

-- теории краевых задач теории функций и эллиптических систем;

-- методов исследования систем многомерных сингулярных интегральных уравнений по многообразиям с краями в классе систем, имеющих приложения в геометрии;

-- теории разрешимости систем эллиптических уравнений, вырождающихся на границе;

-- аппарата многомерного комплексного анализа для исследования переопределенных систем уравнений, возникающих в комплексной дифференциальной геометрии;

 — модифицированной теории разрешимости краевых задач для сингулярных эллиптических систем;
— нахождение способов применения вырожденных задач математической физики, которые не поддавались решению стандартными методами
А. Д. Джураев автор свыше 160 научных работ в области математики, из них пять монографий:

1. Системы уравнений составного типа. — Москва: Наука, 1972, 227с, английский перевод 1989, изд. Longman (Англия) и John Wiley & Sons (США).
2. Метод сингулярных интегральных уравнений. — Москва: Наука, 1987, 415с, английский перевод 1989, изд. Longman (Англия) и (Голландия).
3. Degenerate and other problems. — изд. Longman, 1992, 316с..
4. An introduction to several complex variables and partial Differential Equations. — изд.о Addison, 1997, 454с..
5. Singular partial differential equations. — издательство Longman, 1999, 198с.

Участвовал по результатам своих научно-исследовательских работ, выступал c докладами на международных конгрессах математиков в городах Москва (1966), Варшава (1978; 1983), Киото (1990), Берлин (1998), участвовал в программных комитетах на крупных международных конференциях, симпозиумах а также с лекциями в бывших советских республиках и странах СНГ, Европы — ГДР (1976; 1989), ФРГ (1975; 1978; 1981; 1986; 1990), Финляндии (1978), ПНР (1978; 1983) и Японии (1990). Являлся членом редколлегии международного журнала «Complex Variables Theory and Aplications» — издающегося в США, председателем Таджикского республиканского математического общества.

## Награды и звания
Его плодотворная работа отмечена:
- Орденом «Знак Почёта» (1968),
- Медалью «За доблестный труд. В ознаменование 100-летия со дня рождения В. И. Ленина» (1970),
- Почетной грамотой Верховного Совета Таджикской ССР (1982),
- Заслуженный деятель науки Таджикистана (1997),
- Лауреат Государственной премии имени Абуали ибн Сино (2001) — за создание теории краевых задач для систем дифференциальных уравнений с частными производными составного типа[1][3][4][5][7][8].

## Семья
- Отец— Норматов Джура тадж. Ҷӯра Норматов (1904—1986) — уроженец Исфары Кокандского уезда Ферганской области Туркестанского генерал-губернаторства, был дехканином до Октябрьской революции, затем при Советской власти председателем колхоза им. Сталина Исфаринского района, член ВКП(б) с 1930 года. Мать — Норматова Гульсун (1914—1951) — уроженка Исфары Кокандского уезда Ферганской области.

Братья: Джураев Абдусамад (1936—1992) — уроженец Исфары, работал автомехаником автобазы № 35 Мин транса Таджикской ССР г. Исфары. Норматов Додохон (род. 1946) — уроженец Исфары, работал зам. директора Гидрометаллургического завода г. Исфары по 2000 год (в период Советского Союза почтовый ящик № В 8653), награждён медалью "Ветеран труда, Почетными грамотами министерства цветной металлургии СССР, ныне пенсионер. 
Сестры: Норматова Бибихон (род. 1938) — уроженка Исфары, работала колхозницей колхоза им. Ленина, проживает в сельсовете Науглем тадж. Навглем. Джураева Мамлакат (род. 1948) — уроженка Исфары, работала медицинским работником в санатории «Зумрад» г. Исфары по 2012 года, ныне пенсионерка.
Жена — Джураева Шахри Ибрагимовна урождённая Юсуфи тадж. Шаҳри Ибрагимовна Ҷӯраева-Юсуфӣ (род. 1932) — уроженка г. Душанбе, бывшая сотрудница Таджикского отделения Всесоюзного агентства по авторским правам (ВААП), ныне пенсионерка. Дочери: Джураева Санам Абдухамидовна тадж. Санам Абдуҳамидовна Ҷӯраева (род. 1960) — живёт в США, штат Флорида, Джураева Гульсун Абдухамидовна тадж. Гульсун Абдуҳамидовна Ҷӯраева (род. 1972) — выпускница ТГУ им. В. И. Ленина, проживает в Германии, Штутгарт. Сын — Джураев Алисино Абдухамидович тадж. Алисино Абдуҳамидович Ҷӯраев (1970—1998) — выпускник Душанбинского политехнического института, жил и работал в г. Душанбе.

## Память
- В 2012 году его имя присвоено Институту математики АН Республики Таджикистан, установлена мемориальная доска — на чёрном мраморе с левой стороны изображён А. Д. Джураев, где надпись гласит: тадж. «Мутобиқи Қарори Ҳукумати Ҷумҳурии Тоҷикистон № 593 аз 30.10.2012 ба Институти математикаи АИ ҶТ номи академик Абдуҳамид Ҷураев дода шуд»[4].
- На родине в г. Исфаре одна из центральных улиц носит его имя тадж. Академик Ҷӯраев